# Verdrag van San Ildefonso (1800)

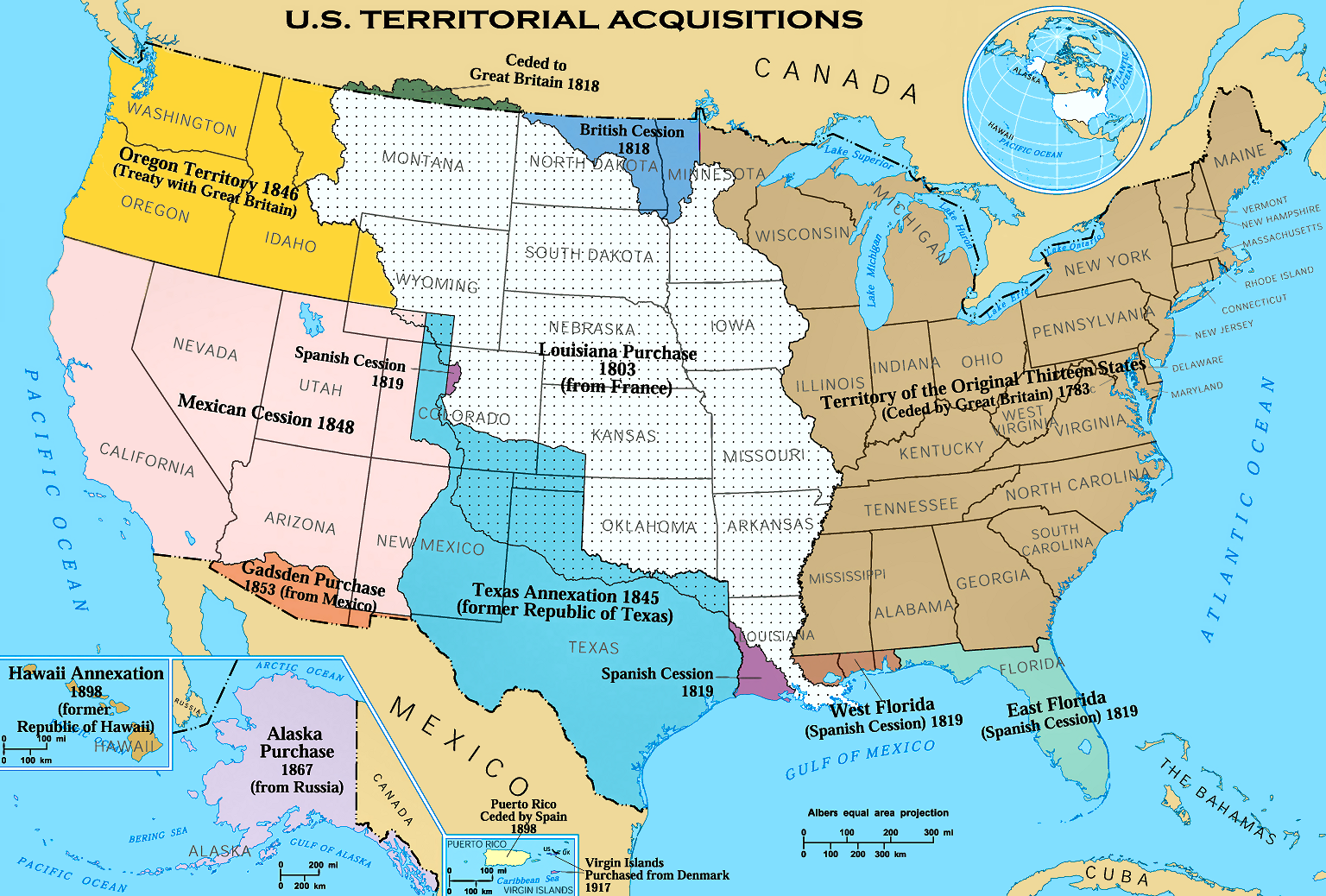
Deze kaart toont het gebied Louisiana (wit) dat Spanje afstond aan Frankrijk

Het derde Verdrag van San Ildefonso was een geheim verdrag op 1 oktober 1800 tussen Spanje en Frankrijk waarbij Spanje het gebied Louisiana (een groot deel van de huidige Verenigde Staten) afstond aan Frankrijk. Ook herbevestigden Frankrijk en Spanje hun bondgenootschap dat ze bij het tweede Verdrag van San Ildefonso in 1796 hadden gesloten, en stond Spanje zes oorlogsschepen af aan Frankrijk.
Het Verdrag van San Ildefonso werd gesloten op La Granja, een Spaans koninklijk paleis in San Ildefonso, door de Franse generaal Louis Alexandre Berthier en de Spaanse staatsman (en ambassadeur in de Bataafse Republiek) Don Mariano Luis de Urquijo. De overeenkomst werd herbevestigd door verdere verdragen in maart 1801 (het Verdrag van Aranjuez) en in oktober 1802.
Louisiana was een enorm gebied, veel groter dan de huidige deelstaat Louisiana. Het omvatte een groot deel van de huidige Verenigde Staten, van de grens met Canada tot New Orleans aan de Golf van Mexico. Na de nederlaag van Frankrijk in de Zevenjarige Oorlog hadden de Fransen in 1763 het deel van Louisiana ten westen van de Mississippi afgestaan aan Spanje, terwijl het oostelijke deel van Louisiana in Britse handen kwam.
Bij het verdrag van San Ildefonso in 1800 gaf het verzwakte Spanje, dat onder druk stond van de Franse Eerste Consul Napoleon Bonaparte, het in 1763 veroverde deel van Louisiana weer terug aan Frankrijk. Als compensatie voor het verlies van Louisiana en het eveneens door Frankrijk ingelijfde hertogdom Parma creëerde Napoleon het Koninkrijk Etrurië met de voormalige hertog van Parma, zwager van de Spaanse koning, op de troon.

## Nasleep
Als gevolg van het Verdrag van Ildefonso zette Spanje diplomatieke druk op Portugal om zijn bondgenootschap met de Britten te verbreken. Toen dit geen resultaat opleverde, verklaarde Spanje in 1801 de oorlog aan Portugal. Deze korte Sinaasappeloorlog dwong Portugal om de havens te sluiten voor Britse schepen en onder meer Almeida en Olivenza af te staan aan Spanje.
Na het opnieuw uitbreken van oorlog tussen Frankrijk en het Verenigd Koninkrijk in 1803 besloot Napoleon om het moeilijk te verdedigen Louisiana aan de Verenigde Staten te verkopen, waardoor de VS hun grondgebied wisten te verdubbelen. Spanje protesteerde tegen deze Louisiana Purchase omdat Napoleon aan koning Karel IV van Spanje beloofd zou hebben Louisiana niet aan een derde natie af te staan, en omdat het Verdrag van Ildefonso niet de precieze grenzen van Louisiana had vastgesteld. Niettemin stond Spanje Louisiania formeel af aan Frankrijk op 30 november 1803. Vervolgens werd het gebied op 17 december formeel afgestaan aan de VS door Frankrijk , en op 9 maart 1804 (Three Flags Day) werd de Amerikaanse vlag gehesen in New Orleans. De grensverschillen tussen Spanje en de VS werden bijgelegd met het Adams-Onísverdrag in 1819, waarbij onder meer Louisiana, Florida en het Oregon Country van Spaanse in Amerikaanse handen overgingen.